# Финландия (водка)
Финландия е финландска водка, създадена през 1970 г., собственост на корпорацията „Браун – Форман“.
През 2008 г. компанията е успяла да реализира 27 млн. литра водка. Само в Русия компанията е продала над 1,5 млн. литра водка за година.

## Images
- Finlandia Vodka
- Finlandia Vodka burns with a blue flame